# МСП (пістолет)
Малогабаритний спеціальний пістолет (МСП) — радянський неавтоматичний пістолет безшумної і безполум'яної стрільби. Індивідуальна зброя прихованого застосування підрозділів агентурної і спеціальної розвідки збройних сил і деяких спецслужб.

## Історія створення пістолетного комплексу
Безшумний пістолет МСП (заводський індекс ТОЗ-37М, кодове позначення НДДКР «Гроза») розроблявся наприкінці 1960-х — початку 1970-х для озброєння персоналу КДБ і воєнної розвідки, які потребували самозарядної безшумної зброї.
Безшумний комплекс, що включав 7,62-мм пістолет МСП і патрон СП-3 був розроблений групою конструкторів Тульського збройового заводу і науково-дослідного інституту стрілецької і гарматної зброї ЦНДІ ТОЧМАШ під керівництвом Р. Д. Хлиніна. Пістолет має виключно компактні розміри і практично безшумний при стрільбі, що забезпечується використанням спеціальних патронів СП-3, в яких порохові гази після пострілу замикаються в гільзі. Інший фактор, що покращує шумові характеристики зброї — відсутність автоматики, що виключає механічний шум при стрільбі.
У 1972 році на ТОЗі розпочалося мілкосерійне виробництво пістолета і він був прийнятий на озброєння спецпідрозділів Міністерства оборони і КДБ.

## Конструкція, склад комплексу
В пістолеті застосовується спеціальний патрон СП-3. При пострілі куля виштовхується не пороховими газами, а спеціальним поршнем, який, надавши кулі початкову швидкість, заклинюється в гільзі і замикає усередині неї порохові гази, що забезпечує безшумність і безполум'яність стрільби.
Пістолет являє собою неавтоматичну двохствольну стрілецьку зброю із відкидним вперед-вниз блоком з двох вертикально розташованих стволів і роздільними курками для кожного ствола.
Для заряджання і розряджання пістолета використовуються спеціальні металеві обойми, що об'єднують два патрони. Ударно-спусковий механізм з прихованими курками, одиночної дії (несамовзвідних). Зведення курків здійснюється вручну при натисканні на важіль, розташований паралельно нижній частині спускової скоби. Зліва на руків'ї, позаду спускового гачка, розташований ручний запобіжник, в задній частині рукоятки — засувка блоку стволів.
Конструкція пістолета і боєкомплект не розраховані застосування зброї у бою, а лише для виконання спецзавдань. Передбачалось що перший постріл здійснюватиметься на ураження цілі, другий — «контрольний».